# Mitsuteru Watanabe
Mitsuteru Watanabe (født 10. april 1974) er en tidligere japansk fodboldspiller.
Han har spillet for flere forskellige klubber i sin karriere, herunder Kashiwa Reysol og Gamba Osaka.